# Pier Francesco Gianoli

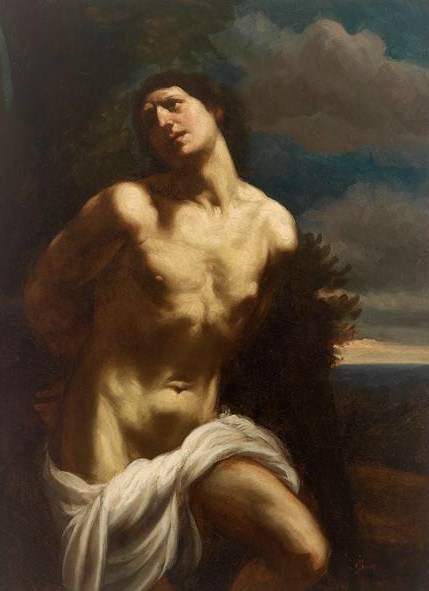
San Sebastiano

Pier Francesco Gianoli (geboren 13. Juni 1624 in Campertogno; gestorben 18. Dezember 1690 in Varallo) war ein italienischer Maler. 

## Leben
Pier Francesco Gianoli stammt aus der Familie eines Mailänder Seiden- und Schmuckhändlers. Er wuchs in Mailand auf,  wo er im Atelier des Malers Carlo Antonio Rossi lernte. Gianoli studierte an der Accademia di San Luca in Rom, wo er unter den Einfluss von Andrea Sacchi und des gleichaltrigen Carlo Maratta kam.
1652 kehrte er nach Mailand zurück und heiratete die Mailänderin Anna Comma, sie hatten fünf Kinder. Er malte in den Kirchen des Valsesia und hatte ab 1655 auch Aufträge in der Ausgestaltung der Wallfahrtsstätte Sacro Monte di Varallo. Im Jahr 1658 kaufte sein Vater ihm und seinem Bruder ein Wohnhaus in Varallo.